# Karl Lanjus von Wellenburg
Karl Franz Graf Lanjus von Wellenberg (* 9. Mai 1856 in San Martino al Tagliamento; † 22. August 1913 in Pola) war ein österreichischer Marineoffizier und zuletzt Viceadmiral der k.u.k. Kriegsmarine.

## Familie
Karl war der Sohn von Karl, gen. Heinrich Graf Lanjus von Wellenburg (1797–1776) und dessen Ehefrau Johanna Finardi (1819–1887).
Am 23. November 1886 heiratete er in Pola Danica Soyka (* 13. Oktober 1865 in Triest; † 19. März 1933 in Graz). Das Paar hatte folgende Kinder:
- Hilda (* 1887)
- Friedrich (1888–1940)
- Hertha (1893–1966)

## Leben
Lanjus von Wellenberg besuchte die Marineakademie Fiume, von der aus er 1874 als Seekadett in die k.u.k. Kriegsmarine eintrat. Zunächst diente er auf mehreren Kriegsschiffen, bevor er 1891 im Dienstgrad eines Linienschiffsleutnants an die Marineakademie zurückkehrte und dort Takelkunde und Schiffsmanöver unterrichtete. 1896 wurde er auf das Torpedoschiff Sebenico und anschließend auf das Kasemattschiff Prinz Eugen versetzt. 1896 wurde er zum Korvettenkapitän befördert.
Nach weiteren Kommandos an Bord von Kriegsschiffen wurde Lanjus von Wellenburg im August 1900 stellvertretender Kommandant der Marineakademie und lehrte unter anderem Seetaktik und Seerecht. 1902 wurde er Kommandant des Kleinen Kreuzers Szigetvár.
1903 folgte eine Tätigkeit als Vorstand der VII. Abteilung des Marinetechnischen Komitees in Pola, bevor er ab 1905 die Kommandos mehrerer Kriegsschiffe antrat und zum Linienschiffskapitän befördert wurde. Zunächst befehligte er das Schlachtschiff Monarch, anschließend das Schlachtschiff Árpád. 1907 übernahm er die Artillerieschulschiffe Radetzky und Adria, bis er im November 1908 Präses-Stellvertreter des Marinetechnischen Komitees wurde. In diesem Amt erfolgte 1909 die Beförderung zum Kontreadmiral.
1910 wurde Lanjus von Wellenberg Kommandant der Reserve-Eskadre. 1911 folgte das Kommando über die 2. Schwere Division der Flotte und von September 1911 bis September 1912 über das 1. Geschwader.
Anschließend wurde er Präses des Marinetechnischen Komitees, wo er 1913 zum Viceadmiral befördert wurde. In dieser Funktion wurde er bei einem Geschützversuch tödlich verletzt.